# نبرد شانگهای
نبرد شانگهای نخستین نبرد از بیست و دو نبرد عمده بین ارتش انقلابی ملی از جمهوری چین و ارتش سلطنتی ژاپن از امپراتوری ژاپن در طول دومین جنگ چین و ژاپن بود. این نبرد در سال ۱۹۳۷ انجام شد و یکی از بزرگترین و خونین‌ترین نبردها در جریان جنگ دو طرف بود.